# Le Monstre (film, 1925)
Pour les articles homonymes, voir Le Monstre.
Pour plus de détails, voir Fiche technique et Distribution.
Le Monstre (titre original : The Monster) est film muet américain réalisé par Roland West, sorti en 1925.

## Synopsis
Le film raconte les aventures d'un détective débutant et d'un épicier qui vont mener ensemble une enquête sur de mystérieuses disparitions ayant eu lieu dans un asile d'aliénés...

## Fiche technique
- Titre original : The Monster
- Réalisation : Roland West
- Scénario : Roland West, Crane Wilbur, Willard Mack, Albert Kenyon, C. Gardner Sullivan
- Directeur de la photographie : Hal Mohr
- Montage : A. Carle Palm
- Direction artistique : W.L. Heywood
- Producteur :
- Société de production : Metro-Goldwyn Pictures Corporation
- Pays : États-Unis
- Langue : Anglais
- Durée : 86 minutes
- Couleur : Noir et blanc
- Format : 1,33 : 1
- Son : Muet
- Date de sortie : 
  - États-Unis : 16 mars 1925

## Distribution
- Lon Chaney : Dr Ziska
- Gertrude Olmstead : Betty Watson

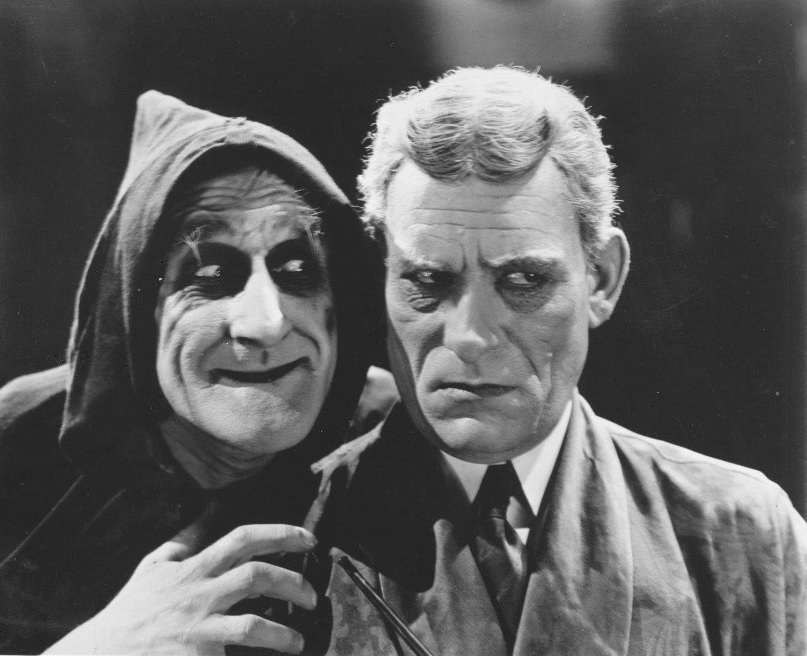
Frank Austin et Lon Chaney dans une scène du film.

- Hallam Cooley : Amos Rugg, le chef de bureau
- Johnny Arthur : l'employé de bureau
- Charles Sellon : le gendarme
- Walter James : Caliban
- Knute Erickson : Daffy Dan
- George Austin : Rigo
- Edward McWade : Luke Watson
- Ethel Wales : Mrs. Watson

Acteurs non crédités
- Matthew Betz : détective Jennings
- Herbert Prior : docteur Edwards